# Gay-Lussacov zakon
Gay-Lussacov zákon [gajlusákov ~] (tudi Charlesov zákon [čárlsov ~]) povezuje prostornino in temperaturo idealnega plina pri izobarni spremembi, torej pri spremembi, ki poteka pri stalnem tlaku:
{\displaystyle {\frac {V}{T}}={\textrm {konst.}}\!\,}
Skupaj z Boylovim in Amontonsovim zakonom predstavlja tri plinske zakone za idealni plin, katerih združitev predstavlja splošna plinska enačba.
Zakon je leta 1802 prvi objavil Joseph Louis Gay-Lussac, v njem pa se je skliceval na neobjavljeno delo Jacquesa Charlesa, predvidoma napisano okoli leta 1787.